# Trophophion tenuiceps
Trophophion tenuiceps är en stekelart som beskrevs av Joseph Augustine Cushman 1947. Trophophion tenuiceps ingår i släktet Trophophion och familjen brokparasitsteklar. Inga underarter finns listade i Catalogue of Life.